# Inga pezizifera
Inga pezizifera ist eine Baumart aus der Unterfamilie der Mimosengewächse (Mimosoideae). Sie ist beheimatet in Mittel- und Südamerika.

## Beschreibung
Inga pezizifera ist ein bis zu 35 Meter hoher Baum mit blassbrauner Rinde und korkwarzigen, flaumig behaarten Zweigen. Die entlang der Nervatur kahlen oder rostrot feinflaumig und unterseits kurz steifhaarig behaarten Blätter sind vier- bis fünf- selten dreifach paarig gefiedert, die Blättchen elliptisch, eiförmig oder lanzettlich. Das äußerste Blättchenpaar ist 11,6 bis 19 Zentimeter lang und 4,3 bis 8,4, selten bis 10 Zentimeter breit, das innerste 5 bis 9,3 Zentimeter lang und 2,3 bis 5 Zentimeter breit.
Die Blattrhachis ist 8,5 bis 14,2 Zentimeter lang, kahl bis feinflaumig behaart und im Querschnitt zylindrisch. Die Drüsen sind tellerförmig. Die Nebenblätter sind 3 bis 12 Millimeter lang und hinfällig.
Die Blütenstände entspringen den Blattachseln oder den Achseln unausgebildeter Blätter und stehen meist in Gruppen aus ein bis sechs dichten Trauben. Der Schaft ist 2,5 bis 6 Zentimeter lang, die Rhachis 1,5 bis 3,5 Zentimeter lang. Die Blüten sind grün, die Staubblätter weiß. Die kahlen Früchte sind flach, 15 bis 21 Zentimeter lang und 2 bis 4 Zentimeter breit.

## Verbreitung
Inga pezizifera ist heimisch von Costa Rica bis in die Amazonas-Regionen Ecuadors und Brasiliens.

## Systematik und Botanische Geschichte
Die Art wurde 1845 von George Bentham erstbeschrieben.

## Nachweise
- Anton Weber, Werner Huber, Anton Weissenhofer, Nelson Zamora, Georg Zimmermann: An Introductory Field Guide To The Flowering Plants Of The Golfo Dulce Rain Forests Costa Rica. In: Stapfia. Band 78, Linz 2001, S. 281, ISSN 0252-192X / ISBN 3854740727, zobodat.at [PDF]